# El Bravo
Pour les articles homonymes, voir Bravo.
El Bravo est une revue mensuelle de l'éditeur de Petit format Aventures & Voyages qui a eu 111 numéros d'octobre 1977 à février 1987.

## Insolites
- El Bravo fut trimestriel le temps d'un numéro, le N°99, mais redevint mensuel immédiatement après les protestations des lecteurs.

## Les Séries
- Battling Bopp (Mognato & Iure) : N° 73 à 101.
- Black Jack : N° 1 à 54.
- Bronco & Bella (Gino D'Antonio & Renato Polese) : N° 93 à 111.
- Kekko Bravo (Ennio Missaglia & Santelli, Vladimiro Missaglia, Rancho, Giuda) : N° 1 à 50.
- Killroy : N° 24 à 43.
- L'Homme de Richmond (Ernesto Garcia Seijas) : N° 51 à 72.
- Larry Yuma (Claudio Nizzi & Carlo Boscarato, Andrea Mantelli, Nadir Quinto et Paolo Ongaro) : N° 75 à 91.
- Marshall Jim (Ivo Pavone) : N° 18 à 23, 44 à 49.
- Rocky le trappeur (Pierre Castex & Saverio Micheloni) : N° 105 à 111.
- Stray Dog (Marcuso & Lino Jeva) : N° 51 à 72.
- Tom Garrick (Ivo Pavone) : N° 102 à 104.
- Western Family (Cicognia, Rancho & Santelli) : N° 55 à 92.
- Yankee (Michel-Paul Giroud) : N° 110
- Le Loup Solitaire : N°1 à 17